# Zespół Szkół Elektrycznych w Białymstoku
Zespół Szkół Elektrycznych im. prof. Janusza Groszkowskiego w Białymstoku – zespół szkół znajdujący się przy al. 1000-lecia Państwa Polskiego 14, na który składają się Technikum Elektryczne, Branżowa Szkoła I Stopnia Nr 1, Branżowa Szkoła II Stopnia Nr 1, Szkoła Policealna oraz Centrum Kształcenia Zawodowego Nr 1.

## Historia
16 czerwca 1948 r. dekretem Ministerstwa Oświaty otwarto Państwowe Liceum Elektryczne o specjalności elektromechanika ogólna. 1 września naukę rozpoczęło 47 uczniów posiadających ukończone przynajmniej 2 klasy gimnazjalne. Inż. Wolfke, pełniąc obowiązki dyrektora, tym razem Liceum Elektrycznego, umieścił szkołę, jak tyle już innych, obok Liceum Budowlanego we wspomnianym już gmachu przy ul. Warszawskiej 63. Po półroczu, 1 lutego 1949 r. funkcję dyrektora Liceum z rąk J. Wolfkego przyjął Kazimierz Rytel, przenosząc jednocześnie szkole z dniem 1 marca do budynku przy ul. Warszawskiej 85, gdzie zadomowiło się także Liceum Budowlane. Budynek ten latem 1947 r. opuściło Państwowe Gimnazjum i Liceum Spółdzielcze przenosząc się do Supraśla, gdzie dzięki spółdzielczemu sponsorowi dyr. H. Smaczny, w drodze przetargu, dokonał kapitalnego remontu pałacu Bucholców, po opuszczeniu go przez Sztab Armii Czerwonej. Przy okazji tych przenosin warto zaznaczyć, że w ten oto sposób na terenie Białostocczyzny zaistniał obiekt szkolny o niezwykłych walorach dydaktycznych i wychowawczych, z internatem na 120 uczniów, z mieszkaniami służbowymi dla nauczycieli i budynkami gospodarczymi, które umożliwiły eksperymentalnie zamienić te dwie szkoły typu ekonomicznego w jedno, rozbudowane przedsiębiorstwo handlowo-usługowe z własnym nawet bankiem.
Dramatyczna sytuacja lokalowa, w jakiej znalazło się zarówno LE, jak i Liceum Budowlane zmusiło obu dyrektorów do szukania nowych rozwiązań. Po kilku miesiącach pierwsze ustąpiło LE przenosząc się 1 września 1949 r. do budynku przy ul. Sosnowej 64. LE zostało następnie przeniesione do budynku dawnego Żydowskiego Gimnazjum Hebrajskiego przy ul. Lipowej 35/37, gdzie musiało dzielić ten lokal z Liceum Chemicznym. 1 marca 1952 r. LE dzięki powiązaniom Dyrekcji Okręgowych Szkoleń Zawodowych z wieczorową Szkołą Inżynierską uzyskuje w miarę znośne warunki w budynku przy ul. Białej 1; obok klas można było zorganizować pracownie przedmiotowe.
1 września 1955 r. szkoła zmieniła nazwę na Technikum Elektryczne Centralnego Związku Społeczności Pracy w Białymstoku. Rok później w budynkach należących do Technikum Budowlanego zostały zorganizowane warsztaty szkolne pozostające w gestii TE, a jej kierownikiem zostaje jej absolwent – Kazimierz Piotrowski. Dalsze powiększenie bazy szkoleniowej następuje 1 września 1958 r., kiedy to udaje się uzyskać od przemysłu włókienniczego budynek przy ul. Konopnickiej 3/2.
Ostatecznie w 1960 r. przeniesiono obie szkoły na stałe do przydzielonego budynku przy ul. Sosnowej 64. Nowe warunki lokalowe umożliwiły z kolei piątemu dyrektorowi – inż. Mieczysławowi Jackowiakowi – zorganizowanie Państwowej Szkoły Technicznej o specjalności radiotechnik.
Nowy przełom związany z bazą lokalową nastąpił 1 kwietnia 1966 r., kiedy nowo wzniesiony gmach szkolny przy ul. Grottgera 9, uprzednio przeznaczony na potrzeby szkolnictwa podstawowego, Kuratorium OSB postanowiło przekazać Szkołom Elektrycznym.
We wrześniu 1977 r. warsztaty szkolne zostały przeniesione na ul. Dobrą 1, gdzie przydzielono im na własność budynek o powierzchni zapewniającej nie tylko szkolenie, ale jednocześnie wykonywanie coraz bogatszej oferty usługowej o charakterze produkcyjnym.
We wrześniu 1985 r. w ramach Zespołu powstaje Policealne Studium Elektroniczne dla Pracujących o specjalności radiotechnika i telewizja. 1 września 1986 r. oddano do użytku pracownię informatyczną. Począwszy od końca lat siedemdziesiątych Zespół całkowicie przeszedł na system pracowniany. W czasie obchodów czterdziestolecia położony został kamień węgielny pod budowę nowego gmachu szkolnego przy ul. 1000-lecia Państwa Polskiego 14. 1 września 1995 r. Zespół Szkół Elektrycznych opuścił budynek przy ul. Grottgera 9 i objął w posiadanie swoją nową siedzibę, która zamknęła definitywnie aż 47-letnia wędrówkę niemal po całym Białymstoku.

## Technikum Elektryczne
Technikum oferuje sześć zawodów: technik elektryk, technik elektronik, technik teleinformatyk, technik informatyk, technik programista, technik grafiki i poligrafii cyfrowej.

### Technik elektryk
Technik elektryk powinien być przygotowany do wykonywania następujących zadań zawodowych:

1) wykonywania i uruchamiania instalacji elektrycznych na podstawie dokumentacji technicznej;

2) montowania i uruchamiania maszyn i urządzeń elektrycznych na podstawie dokumentacji technicznej;

3) wykonywania konserwacji instalacji, maszyn i urządzeń elektrycznych;

4) eksploatowania instalacji elektrycznych;

5) eksploatowania maszyn i urządzeń elektrycznych.

### Technik elektronik
Technik elektronik powinien być przygotowany do wykonywania następujących zadań zawodowych:

1) montowania elementów oraz układów elektronicznych na płytkach drukowanych;

2) wykonywania instalacji elektronicznych i instalowania urządzeń elektronicznych;

3) uruchamiania układów i instalacji elektronicznych;

4) demontowania i przygotowania do recyklingu elementów, urządzeń i instalacji elektronicznych;

5) użytkowania instalacji elektronicznych i urządzeń elektronicznych;

6) konserwowania i naprawy instalacji elektronicznych oraz urządzeń elektronicznych.

### Technik teleinformatyk
Technik teleinformatyk powinien być przygotowany do wykonywania następujących zadań zawodowych:

1) wdrażania i eksploatowania systemów komputerowych oraz montowania okablowania strukturalnego lokalnych sieci komputerowych;

2) instalowania i konfigurowania urządzeń sieci lokalnej oraz wdrażania i eksploatowania sieciowych systemów operacyjnych wraz z usługami lokalizowania i usuwania awarii w sieciach lokalnych;

3) montowania i konfigurowania sieci komutacyjnych oraz wdrażania i utrzymania abonenckich systemów głosowych;

4) montowania torów transmisyjnych sieci rozległych oraz instalowania i konfigurowania urządzeń sieci rozległych;

5) administrowania i diagnozowania sieci rozległych oraz wdrażania i eksploatowania systemów transmisji danych.

### Technik informatyk
Technik informatyk powinien być przygotowany do wykonywania następujących zadań zawodowych:

1) przygotowania do pracy systemu komputerowego i urządzeń peryferyjnych oraz administrowania systemami operacyjnymi;

2) serwisowania i naprawiania urządzeń techniki komputerowej oraz przygotowania i eksploatacji lokalnej sieci komputerowej;

3) tworzenia i administrowania stronami internetowymi;

4) tworzenia, administrowania i użytkowania relacyjnych baz danych;

5) programowania aplikacji internetowych oraz tworzenia i administrowania systemami zarządzania treścią.

### Technik programista
Technik programista powinien być przygotowany do wykonywania następujących zadań zawodowych:

1) tworzenia i administrowania stronami internetowymi;

2) tworzenia, administrowania i użytkowania relacyjnych baz danych;

3) programowania aplikacji internetowych oraz tworzenia i administrowania systemami zarządzania treścią;

4) projektowania, programowania i testowania zaawansowanych aplikacji webowych;

5) projektowania, programowania i testowania aplikacji desktopowych;

6) projektowania, programowania i testowania aplikacji mobilnych.

### Technik grafiki i poligrafii cyfrowej
Technik grafiki i poligrafii cyfrowej powinien być przygotowany do wykonywania następujących zadań zawodowych:

1) przygotowania materiałów cyfrowych do wykonania projektów graficznych;

2) opracowania publikacji i prac graficznych do druku;

3) przygotowania publikacji elektronicznych;

4) drukowania cyfrowego oraz obróbki druków cyfrowych;

5) planowania i kontrolowania produkcji poligraficznej;

6) drukowania i obróbki druków 3D.

## Branżowa Szkoła I Stopnia Nr 1
Branżowa Szkoła I Stopnia Nr 1 oferuje dwa zawody: elektryk i elektronik.

### Elektryk
Elektryk powinien być przygotowany do wykonywania następujących zadań zawodowych:

1) wykonywania i uruchamiania instalacji elektrycznych na podstawie dokumentacji technicznej;

2) montowania i uruchamiania maszyn i urządzeń elektrycznych na podstawie dokumentacji technicznej;

3) wykonywania konserwacji instalacji, maszyn i urządzeń elektrycznych.

### Elektronik
Elektronik powinien być przygotowany do wykonywania następujących zadań zawodowych:

1) montowania elementów oraz układów elektronicznych na płytkach drukowanych;

2) wykonywania instalacji elektronicznych i instalowania urządzeń elektronicznych;

3) uruchamiania układów i instalacji elektronicznych;

4) demontowania i przygotowania do recyklingu elementów, urządzeń i instalacji elektronicznych.

## Branżowa Szkoła II Stopnia Nr 1
Branżowa Szkoła II Stopnia Nr 1 oferuje dwa zawody: technik elektryk i technik elektronik.

### Technik elektryk
Technik elektryk powinien być przygotowany do wykonywania następujących zadań zawodowych:

1) wykonywania i uruchamiania instalacji elektrycznych na podstawie dokumentacji technicznej;

2) montowania i uruchamiania maszyn i urządzeń elektrycznych na podstawie dokumentacji technicznej;

3) wykonywania konserwacji instalacji, maszyn i urządzeń elektrycznych;

4) eksploatowania instalacji elektrycznych;

5) eksploatowania maszyn i urządzeń elektrycznych.

### Technik elektronik
Technik elektronik powinien być przygotowany do wykonywania następujących zadań zawodowych:

1) montowania elementów oraz układów elektronicznych na płytkach drukowanych;

2) wykonywania instalacji elektronicznych i instalowania urządzeń elektronicznych;

3) uruchamiania układów i instalacji elektronicznych;

4) demontowania i przygotowania do recyklingu elementów, urządzeń i instalacji elektronicznych;

5) użytkowania instalacji elektronicznych i urządzeń elektronicznych;

6) konserwowania i naprawy instalacji elektronicznych oraz urządzeń elektronicznych.

## Szkoła Policealna
Szkoła policealna oferuje jeden zawód: technik bezpieczeństwa i higieny pracy.

### Technik bezpieczeństwa i higieny
Technik bezpieczeństwa i higieny pracy powinien być przygotowany do wykonywania następujących zadań zawodowych:

1) monitorowania przestrzegania przepisów prawa z zakresu bezpieczeństwa i higieny pracy;

2) kontrolowania warunków technicznych i organizacyjnych związanych z bezpieczeństwem i ergonomią w skali zakładu pracy i w odniesieniu do stanowisk pracy;

3) opracowania i opiniowania planów modernizacji i rozwoju zakładu pracy zapewniających poprawę stanu bezpieczeństwa i higieny pracy;

4) oceniania stopnia zagrożeń i ryzyka zawodowego powodowanego przez czynniki fizyczne, chemiczne, biologiczne i psychofizyczne występujące w środowisku pracy;

5) ustalania okoliczności i przyczyn wypadków przy pracy oraz chorób zawodowych;

6) organizowania i prowadzenia szkoleń wstępnych z zakresu bezpieczeństwa i higieny pracy.